# Newfoundland (dominium)
Newfoundland, někdy označovaný Dominium Newfoundland, byl v letech 1907 — 1949 britské dominium, ležící v severovýchodní části Severní Ameriky podél atlantického pobřeží a skládající se z ostrova Newfoundlandu a části poloostrova Labrador na kontinentu. Newfoundland je jedinou zemí, která dobrovolně ukončila vlastní samosprávu a předala správu zpět své mateřské zemi. Stalo se tak v důsledku státního bankrotu v roce 1934.

## Historie
Britská vláda zřídila samosprávu na Newfoundlandu již v roce 1854. V roce 1855 vyhrál volby Philip Francis Little, rodák z ostrova Prince Edwarda, když porazil konzervativce, a vytvořil první vládu (1855–1858). Ve volbách r. 1869 nepodpořili Newfoundlanďané konfederalisty, čím znemožnili připojení ke Kanadě, a Newfoundland zůstal kolonií až do získání statutu dominia v roce 1907.
Do první světové války vyslal Newfoundland jeden pluk. Při bitvě na Sommě dne 1. července 1916 utrpěl tento pluk 90% ztráty. Přesto pokračoval ve službě a vyznamenal se v několika dalších bitvách a dokonce získal přídomek „královský“. Udržování pluku bylo velmi nákladné a způsobilo zadlužení dominia, což mělo později neblahé následky. Na mírové konferenci v Paříži měl Newfoundland svého zástupce, ale na rozdíl od jiných dominií se nepřipojil k podpisu Versailleské smlouvy, ani na ní neusiloval o vlastní členství ve Společnosti národů.

Newfoundlandu po roce 1927

Ve dvacátých letech zmítaly dominiem politické skandály, dokonce byl pro podezření z úplatkářství zatčen i premiér Richard Squires. Protože se obvinění nepodařilo prokázat, vrátil se Squires do politiky a v r. 1928 se stal opět premiérem. Dlouhotrvající spor s Kanadou ohledně hranic na Labradoru byl vyřešen 1. dubna 1927, kdy právní komise Imperiální tajné rady rozhodla ve prospěch Newfoundlandu. Tímto rozhodnutím byla hranice stanovena rozvodím mezi atlantickým pobřežím a Hudsonovým zálivem, dále od řeky Romaine směrem na východ po 52. rovnoběžce severní šířky až k západní délce 52°6´ a pak po tomto poledníku na jih. Provincie Quebec dlouho odmítala výsledek arbitráže přijmout a dodnes zde vydávané mapy označují tuto hranici jinak než hranice s Ontariem nebo New Brunswickem.
Velká hospodářská krize zasáhla Newfoundland velmi těžce, protože jeho hospodářství bylo závislé především na vývozu ryb, papíru a minerálů. Neuspokojivá hospodářská situace a pobouření z přetrvávající korupce vedly k obecné nespokojenosti a po masových demonstracích byly na rok 1932 vypsány volby. Premiér Squires v nich prohrál, avšak nově ustanovená vláda nebyla s to nadále zvládat vysoký státní dluh a požádala britskou vládu, aby převzala přímou kontrolu nad Newfoundlandem, dokud se nestane ekonomicky soběstačným. K posouzení situace ustanovila britská vláda Newfoundlandskou královskou komisi a ta v r. 1933 vydala svoji závěrečnou zprávu. V ní se konstatovalo, že politická kultura Newfoundlandu je vnitřně poškozena a jeho ekonomické vyhlídky jsou bezútěšné, a doporučovalo se nahradit samosprávnou vládu vládou britskou. Toto doporučení schválila v prosinci 1933 i newfoundlandská vláda a od r. 1934 byla Newfoundlandu pozastavena samostatnost a zůstal dominiem jen podle názvu.

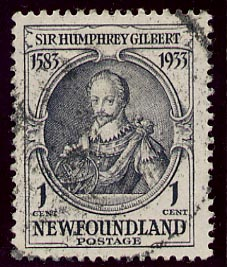
Newfoundlandská známka

Hospodářskou krizi ukončila až druhá světová válka. Vzhledem ke strategické poloze Newfoundlandu, zejména významu v bitvě o Atlantik, zde spojenci (především Spojené státy americké) vybudovali mnoho vojenských základen. Zaměstnali tak mnoho nekvalifikovaných pracovníků a v důsledku toho se národní důchod zdvojnásobil prakticky přes noc. Prosperita se vrátila i do odvětví rybolovu. Vládní příjmy se do r. 1943 zečtyřnásobily, i když částečně i díky inflaci, ale zejména proto, že Newfoundland měl daňové sazby mnohem nižší než Kanada. K úžasu všech začal Newfoundland poskytovat finanční půjčky i Londýnu. Zákon o amerických základnách vstoupil v platnost dne 11. června 1941 a měl mimo jiné za následek také mnoho smíšených manželství. Dokonce americká vláda navrhla speciální úpravu cestovních formalit pro dotčené osoby, která měla platit po válce. Úzká spolupráce se Spojenými státy dala vzniknout nové straně Economic Union Party, která prosazovala úzkou vazbu na Spojené státy a kterou ostatní strany pomlouvaly, že je krátkodobá, republikánská, neloajální a protibritská. Kanadská vláda v Ottawě byla programem této strany znepokojena a také britská vláda rozhodla, že neumožní hlasovat o připojení Newfoundlandu ke Spojeným státům. Ovšem i americké ministerstvo zahraničí dávalo přednost spolupráci s Británií a Kanadou a rozhodlo se, že nebude zasahovat.

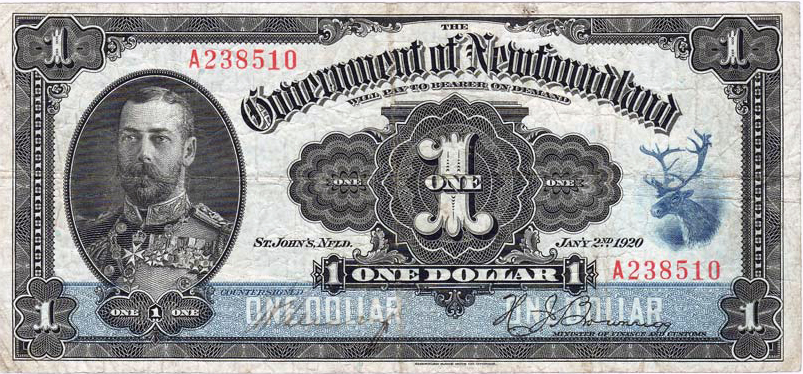
Bankovka newfoundlandského dolaru vydaná v r. 1920

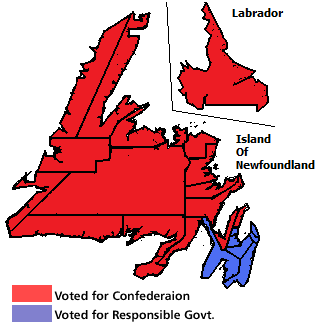
Výsledky druhého referenda v jednotlivých hrabstvích

Po ukončení války se v r. 1946 se konaly volby do národního shromáždění, které mělo rozhodnout o budoucnosti. Zásadní otázkou bylo, zda má pokračovat vláda královské komise, nebo zda se má obnovit samostatnost, a o tom se mělo uskutečnit referendum. Nakonec byla pomocí petic prosazena i třetí možnost volby, a to konfederace s Kanadou. Referendum se konalo dne 3. června 1948, ale výsledky se ukázaly neprůkaznými (44,5 % pro obnovení dominia, 41,1 % pro spojení s Kanadou, a 14,3 % pro pokračování stávajícího stavu). Proto se 22. července 1948 konalo druhé referendum, ve kterém už byly jen dvě možnosti. Výsledkem bylo 52 % pro spojení s Kanadou a 48 % pro dominium. Přestože proti výsledku referenda byly vzneseny námitky, Newfoundland se připojil ke Kanadě dne 31. března 1949 jako její desátá provincie.

## Symboly dominia

### Vlajka
Newfoundland měl svou vlajku od r. 1674, tedy dávno před zřízením dominia. V roce 1904 udělil britský parlament Newfoundlandu novou vlajku s velkou newfoundlandskou pečetí a tato vlajka byla oficiální až do r. 1931. Tehdy byla za oficiální vlajku přijata britská vlajka (Union Jack). Předchozí vlajka se stala námořní vlajkou, nicméně se nadále hojně používala i na pevnině. Po sjednocení s Kanadou zůstal Union Jack provinční vlajkou až do r. 1980, kdy byl nahrazen novou vlajkou, v současnosti (2014) platnou v provincii Newfoundland a Labrador.
Mimo to existuje odedávna ještě jedna vlajka, tzv. newfoundlandská trikolóra, jejíž původ je nejasný a je nejspíš spojen s římskokatolickou církví. Objevuje se na vlajkách mnoha zdejších obcí. Kromě toho mají vlastní vlajku frankofonní obyvatelé Labradoru.

Newfoundlandská vlajka (do roku 1904) Poměr stran: 1:2
Newfoundlandská vlajka (1904–1931) Poměr stran: 1:2
Britská vlajka Newfoundlandu (1931–1948) Poměr stran: 1:2
Newfoundlandská trikolora

### Hymna
Oficiální hymnou Newfoundlandu byla „Óda na Newfoundland“ (Ode to Newfoundland), kterou napsal britský guvernér sir Charles Cavendish Boyle v roce 1902 v době výkonu své funkce (1901–1904). Óda byla přijata jako oficiální hymna dne 20. května 1904, což platilo až do spojení s Kanadou v roce 1949. V roce 1980 ji provincie Newfoundland přijala jako oficiální hymnu provincie, takže Newfoundland a Labrador je jediná provincie v Kanadě, která má oficiální hymnu. Tradičně se zpívá pouze první a poslední sloka.